# Telmatobius dankoi
Telmatobius dankoi là một loài ếch thuộc họ Leptodactylidae.
Đây là loài đặc hữu của Chile.
Môi trường sống tự nhiên của chúng là sông ngòi.